# 上德文斯克區
上德文斯克區是白俄羅斯北部維捷布斯克州的一個區，面積2,140.76平方公里，2009年人口24,675人，人口密度每平方公里11.53人。

## 外部連結
- https://web.archive.org/web/20100221050356/http://verkhnedvinsk.vitebsk-region.gov.by/